# Llista de topònims de Peralada
Llista de topònims (noms propis de lloc) del municipi de Peralada, a l'Alt Empordà
Informació actualitzada per un bot. Els canvis manuals es perdran quan s'actualitzi!

## casa
| imatge | Nom                               | Ubicat a | instància de | Detalls                        | coordenades                                                               | Protecció                                  | Commons (més fotos)               | Dades a WD                    |
| ------ | --------------------------------- | -------- | ------------ | ------------------------------ | ------------------------------------------------------------------------- | ------------------------------------------ | --------------------------------- | ----------------------------- |
|        | Can Contestí                      | Peralada | casa         | Estil: arquitectura popular    | 42° 18′ 31″ N, 3° 00′ 32″ E / 42.308594°N,3.008915°E                      | bé integrant del patrimoni cultural català | Can Contestí (Peralada)           | Modifica les dades a Wikidata |
|        | Casa Avinyó                       | Peralada | casa         | Estil: arquitectura barroca    | 42° 18′ 26″ N, 3° 00′ 28″ E / 42.3072°N,3.00774°E ca:Pl. Sant Domènec     | bé integrant del patrimoni cultural català | Casa Avinyó (Peralada)            | Modifica les dades a Wikidata |
|        | Casa Banco Popular                | Peralada | casa         | Estil: arquitectura modernista | 42° 18′ 28″ N, 3° 00′ 33″ E / 42.3078°N,3.00914°E                         | bé integrant del patrimoni cultural català | Casa Banco Popular (Peralada)     | Modifica les dades a Wikidata |
|        | Casa Bonal                        | Peralada | casa         | Estil: arquitectura popular    | 42° 18′ 31″ N, 3° 00′ 28″ E / 42.308572°N,3.007696°E                      | bé integrant del patrimoni cultural català | Casa Bonal (Peralada)             | Modifica les dades a Wikidata |
|        | Casa Ramon Muntaner               | Peralada | casa         | Estil: arquitectura gòtica     | 42° 18′ 28″ N, 3° 00′ 27″ E / 42.3079°N,3.00758°E ca:Plaça Major, 3       | bé integrant del patrimoni cultural català | Casa Ramon Muntaner (Peralada)    | Modifica les dades a Wikidata |
|        | Casa de les Bombes                | Peralada | casa         | Estil: arquitectura eclèctica  | 42° 18′ 32″ N, 3° 00′ 31″ E / 42.3089°N,3.00867°E                         | bé integrant del patrimoni cultural català | Casa de les Bombes                | Modifica les dades a Wikidata |
|        | casa a la plaça Gran, 13          | Peralada | casa         | Estil: arquitectura popular    | 42° 18′ 29″ N, 3° 00′ 29″ E / 42.308166°N,3.008042°E                      | bé integrant del patrimoni cultural català | Casa a la plaça Gran, 13          | Modifica les dades a Wikidata |
|        | casa a la plaça Ramon Muntaner, 7 | Peralada | casa         | Estil: arquitectura popular    | 42° 18′ 31″ N, 3° 00′ 28″ E / 42.308639°N,3.007823°E                      | bé integrant del patrimoni cultural català | Casa a la plaça Ramon Muntaner, 7 | Modifica les dades a Wikidata |
|        | casa al carrer Albergueries, 1    | Peralada | casa         | Estil: arquitectura popular    | 42° 18′ 30″ N, 3° 00′ 34″ E / 42.308328°N,3.009358°E                      | bé integrant del patrimoni cultural català | Casa al carrer Albergueries, 1    | Modifica les dades a Wikidata |
|        | casa al carrer Vilella, 1         | Peralada | casa         | Estil: arquitectura popular    | 42° 18′ 33″ N, 3° 00′ 30″ E / 42.309112°N,3.008375°E ca:Carrer Vilella, 1 | bé integrant del patrimoni cultural català | Casa al carrer Vilella, 1         | Modifica les dades a Wikidata |
|        | casa al carrer Vilella, 3         | Peralada | casa         | Estil: arquitectura popular    | 42° 18′ 33″ N, 3° 00′ 30″ E / 42.309143°N,3.0084°E                        | bé integrant del patrimoni cultural català | Casa al carrer Vilella, 3         | Modifica les dades a Wikidata |

## castell
| imatge | Nom                       | Ubicat a    | instància de | Detalls                                                           | coordenades                                                   | Protecció                                            | Commons (més fotos)    | Dades a WD                    |
| ------ | ------------------------- | ----------- | ------------ | ----------------------------------------------------------------- | ------------------------------------------------------------- | ---------------------------------------------------- | ---------------------- | ----------------------------- |
|        | Castell de Vallgornera    | Vallgornera | castell      |                                                                   | 42° 18′ 20″ N, 3° 02′ 03″ E / 42.305552°N,3.034124°E          | bé d'interès cultural bé cultural d'interès nacional | Castell de Vallgornera | Modifica les dades a Wikidata |
|        | castell Palau de Peralada | Peralada    | castell      | Estil: arquitectura gòtica Renaixement historicisme arquitectònic | 42° 18′ 27″ N, 3° 00′ 39″ E / 42.307562°N,3.010833°E 100 msnm | bé d'interès cultural bé cultural d'interès nacional | Castell de Peralada    | Modifica les dades a Wikidata |

## curs d'aigua
| imatge | Nom                 | Ubicat a                                                        | instància de | Detalls                                               | coordenades | Protecció | Commons (més fotos) | Dades a WD                    |
| ------ | ------------------- | --------------------------------------------------------------- | ------------ | ----------------------------------------------------- | --- | --------- | ------------------- | ----------------------------- |
|        | Anyet               | la Jonquera Sant Climent Sescebes Masarac i Vilarnadal Peralada | curs d'aigua | Desemboca: Orlina                                     | 42° 21′ 27″ N, 2° 58′ 37″ E / 42.35752778°N,2.97682222°E                                                               |           | Riera d'Anyet       | Modifica les dades a Wikidata |
|        | Llobregat d'Empordà | Alt Empordà                                                     | curs d'aigua | Desemboca: Muga Conca: 853.8km²                       | 42° 19′ 51″ N, 2° 57′ 21″ E / 42.3307°N,2.95577°E 28 msnm                                                              |           | Llobregat d'Empordà | Modifica les dades a Wikidata |
|        | Manol               | Alt Empordà                                                     | curs d'aigua | Desemboca: Muga Llarg: 40km Conca: 150km²             | 42° 16′ 29″ N, 3° 01′ 33″ E / 42.2747°N,3.02589°E 48 msnm                                                              |           | Manol               | Modifica les dades a Wikidata |
|        | Muga                | Comarques gironines                                             | curs d'aigua | Desemboca: mar Mediterrània Llarg: 70km Conca: 961km² | 42° 21′ 23″ N, 2° 34′ 01″ E / 42.356279°N,2.567071°E 42° 14′ 07″ N, 3° 07′ 31″ E / 42.235380930036°N,3.1252241134644°E |           | Muga                | Modifica les dades a Wikidata |
|        | Orlina              | Rabós Espolla Peralada Mollet de Peralada                       | curs d'aigua | Desemboca: Llobregat d'Empordà                        | 42° 28′ 24″ N, 3° 02′ 14″ E / 42.473212°N,3.037326°E 42° 18′ 17″ N, 3° 00′ 28″ E / 42.304852°N,3.00781°E               |           | L'Orlina            | Modifica les dades a Wikidata |

## entitat singular de població
| imatge | Nom                                | Ubicat a | instància de                                                                   | Detalls  | coordenades                                                      | Protecció | Commons (més fotos) | Dades a WD                    |
| ------ | ---------------------------------- | -------- | ------------------------------------------------------------------------------ | -------- | ---------------------------------------------------------------- | --------- | ------------------- | ----------------------------- |
|        | Peralada                           | Peralada | entitat singular de població ens local històric de Catalunya capital municipal | 1397 hab | 42° 18′ 29″ N, 3° 00′ 28″ E / 42.308175°N,3.00789°E 36 msnm      |           |                     | Modifica les dades a Wikidata |
|        | Urbanització Club de Golf Peralada | Peralada | entitat singular de població urbanització                                      | 413 hab  | 42° 18′ 51″ N, 3° 01′ 20″ E / 42.31408889°N,3.02233889°E 34 msnm |           |                     | Modifica les dades a Wikidata |
|        | Vilanova de la Muga                | Peralada | entitat singular de població ens local històric de Catalunya                   | 237 hab  | 42° 16′ 52″ N, 3° 02′ 36″ E / 42.28110833°N,3.04324444°E 13 msnm |           | Vilanova de la Muga | Modifica les dades a Wikidata |

## església
| imatge | Nom                        | Ubicat a | instància de     | Detalls                                                | coordenades                                                                                           | Protecció                                            | Commons (més fotos)                             | Dades a WD                    |
| ------ | -------------------------- | -------- | ---------------- | ------------------------------------------------------ | --- | ---------------------------------------------------- | ----------------------------------------------- | ----------------------------- |
|        | Sant Amanç                 | Peralada | església capella |                                                        | 42° 19′ 51″ N, 3° 00′ 02″ E / 42.3308393354153°N,3.0004369608081°E                                    |                                                      |                                                 | Modifica les dades a Wikidata |
|        | Sant Bartomeu de Bell-lloc | Peralada | església         | Estil: historicisme arquitectònic arquitectura popular | 42° 18′ 31″ N, 3° 00′ 29″ E / 42.3086°N,3.00804°E                                                     | bé integrant del patrimoni cultural català           | Sant Bartomeu de Bell-lloc (Peralada)           | Modifica les dades a Wikidata |
|        | Sant Domènec               | Peralada | església         | Estil: arquitectura romànica                           | 42° 18′ 26″ N, 3° 00′ 30″ E / 42.3072°N,3.00834°E 42° 18′ 26″ N, 3° 00′ 30″ E / 42.30719°N,3.008338°E | bé d'interès cultural bé cultural d'interès nacional | Cloister of Convent de Sant Domènec de Peralada | Modifica les dades a Wikidata |
|        | Sant Joan Sescloses        | Peralada | església         |                                                        | 42° 16′ 42″ N, 3° 04′ 20″ E / 42.2783°N,3.07214°E                                                     | bé integrant del patrimoni cultural català           | Sant Joan Sescloses                             | Modifica les dades a Wikidata |
|        | Sant Martí de Peralada     | Peralada | església         |                                                        | 42° 18′ 30″ N, 3° 00′ 30″ E / 42.3084°N,3.00846°E                                                     | bé integrant del patrimoni cultural català           | Sant Martí de Peralada                          | Modifica les dades a Wikidata |
|        | Sant Nazari de les Olives  | Peralada | església         | Estil: arquitectura romànica                           | 42° 19′ 20″ N, 2° 59′ 43″ E / 42.3222°N,2.99541°E                                                     | bé integrant del patrimoni cultural català           | Sant Nazari de Peralada                         | Modifica les dades a Wikidata |
|        | Sant Sebastià              | Peralada | església         | Estil: arquitectura popular                            | 42° 18′ 19″ N, 3° 00′ 30″ E / 42.3054°N,3.00833°E                                                     | bé integrant del patrimoni cultural català           | Sant Sebastià de Peralada                       | Modifica les dades a Wikidata |
|        | Santa Eulàlia              | Peralada | església         | Estil: arquitectura romànica                           | 42° 16′ 48″ N, 3° 02′ 34″ E / 42.2801°N,3.04269°E                                                     | bé integrant del patrimoni cultural català           | Santa Eulàlia de Vilanova de la Muga            | Modifica les dades a Wikidata |
|        | església del Carme         | Peralada | església         | Estil: arquitectura gòtica neogòtic                    | 42° 18′ 27″ N, 3° 00′ 35″ E / 42.3075°N,3.009722°E ca:Plaça del Carme                                 | bé integrant del patrimoni cultural català           | Convent del Carme de Peralada                   | Modifica les dades a Wikidata |

## granja
| imatge | Nom                   | Ubicat a | instància de | Detalls | coordenades                                                         | Protecció | Commons (més fotos) | Dades a WD                    |
| ------ | --------------------- | -------- | ------------ | ------- | ------------------------------------------------------------------- | --------- | ------------------- | ----------------------------- |
|        | Granges d'en Bec      | Peralada | granja       |         | 42° 16′ 57″ N, 3° 02′ 25″ E / 42.2826221956847°N,3.0401697281046°E  |           |                     | Modifica les dades a Wikidata |
|        | Granges d'en Lluís    | Peralada | granja       |         | 42° 17′ 10″ N, 3° 02′ 48″ E / 42.2862221964166°N,3.04673392925761°E |           |                     | Modifica les dades a Wikidata |
|        | Granges d'en Planes   | Peralada | granja       |         | 42° 17′ 23″ N, 3° 02′ 04″ E / 42.2896218471034°N,3.03458229881417°E |           |                     | Modifica les dades a Wikidata |
|        | Granges d'en Terrades | Peralada | granja       |         | 42° 18′ 15″ N, 3° 01′ 56″ E / 42.3041315491722°N,3.03212730674865°E |           |                     | Modifica les dades a Wikidata |
|        | Granges d'en Verders  | Peralada | granja       |         | 42° 16′ 45″ N, 3° 03′ 39″ E / 42.2791907375068°N,3.06082133275221°E |           |                     | Modifica les dades a Wikidata |
|        | Granges de Can Pagès  | Peralada | granja       |         | 42° 17′ 04″ N, 3° 02′ 53″ E / 42.2844024402841°N,3.04794547254454°E |           |                     | Modifica les dades a Wikidata |
|        | Granges de la Garriga | Peralada | granja       |         | 42° 18′ 51″ N, 3° 01′ 54″ E / 42.3140834888586°N,3.03173192668527°E |           |                     | Modifica les dades a Wikidata |
|        | Granges de la Salanca | Peralada | granja       |         | 42° 19′ 56″ N, 3° 00′ 05″ E / 42.33225329213°N,3.00143229250638°E   |           |                     | Modifica les dades a Wikidata |
|        | Granges de n'Oliver   | Peralada | granja       |         | 42° 19′ 10″ N, 3° 00′ 37″ E / 42.3194641066219°N,3.01021818682401°E |           |                     | Modifica les dades a Wikidata |
|        | Granja d'en Martí     | Peralada | granja       |         | 42° 17′ 14″ N, 3° 02′ 49″ E / 42.2873478590104°N,3.04701373855659°E |           |                     | Modifica les dades a Wikidata |
|        | Granja d'en Planes    | Peralada | granja       |         | 42° 17′ 53″ N, 3° 01′ 22″ E / 42.2981896842862°N,3.02285579886989°E |           |                     | Modifica les dades a Wikidata |
|        | Granja d'en Presses   | Peralada | granja       |         | 42° 16′ 42″ N, 3° 03′ 50″ E / 42.2782704615046°N,3.06384024655696°E |           |                     | Modifica les dades a Wikidata |
|        | Granja d'en Serra     | Peralada | granja       |         | 42° 17′ 58″ N, 3° 01′ 08″ E / 42.2993342111972°N,3.01877994553918°E |           |                     | Modifica les dades a Wikidata |
|        | Granja d'en Vinyes    | Peralada | granja       |         | 42° 16′ 51″ N, 3° 03′ 17″ E / 42.2808959227224°N,3.05485589356146°E |           |                     | Modifica les dades a Wikidata |
|        | Granja de Can Sunyer  | Peralada | granja       |         | 42° 17′ 05″ N, 3° 02′ 50″ E / 42.2846639274818°N,3.04720580593521°E |           |                     | Modifica les dades a Wikidata |
|        | Granja de Mas Rito    | Peralada | granja       |         | 42° 17′ 53″ N, 3° 00′ 27″ E / 42.2980656386743°N,3.00736382309829°E |           |                     | Modifica les dades a Wikidata |

## masia
| imatge | Nom                      | Ubicat a | instància de     | Detalls                     | coordenades                                                                                   | Protecció                                            | Commons (més fotos)          | Dades a WD                    |
| ------ | ------------------------ | -------- | ---------------- | --------------------------- | --------------------------------------------------------------------------------------------- | ---------------------------------------------------- | ---------------------------- | ----------------------------- |
|        | Ca l'Alai                | Peralada | masia            |                             | 42° 18′ 17″ N, 3° 01′ 06″ E / 42.3048010225471°N,3.01845398468612°E                           |                                                      |                              | Modifica les dades a Wikidata |
|        | Cal Cat                  | Peralada | masia            |                             | 42° 16′ 22″ N, 3° 03′ 48″ E / 42.2727049283154°N,3.06326467765076°E                           |                                                      |                              | Modifica les dades a Wikidata |
|        | Can Canals               | Peralada | masia            |                             | 42° 17′ 05″ N, 3° 02′ 46″ E / 42.2848174284462°N,3.04623560358084°E                           |                                                      |                              | Modifica les dades a Wikidata |
|        | Can Carbó                | Peralada | masia            |                             | 42° 19′ 08″ N, 2° 59′ 50″ E / 42.3189061491413°N,2.99735445956129°E                           |                                                      |                              | Modifica les dades a Wikidata |
|        | Can Clos                 | Peralada | masia            |                             | 42° 18′ 08″ N, 3° 02′ 17″ E / 42.30233749815°N,3.03807123346742°E                             |                                                      |                              | Modifica les dades a Wikidata |
|        | Can Coll                 | Peralada | masia            |                             | 42° 20′ 05″ N, 2° 59′ 49″ E / 42.3346939242038°N,2.99691681048525°E                           |                                                      |                              | Modifica les dades a Wikidata |
|        | Can Fita                 | Peralada | masia            |                             | 42° 17′ 39″ N, 3° 04′ 44″ E / 42.2942020597779°N,3.07894700170096°E                           |                                                      |                              | Modifica les dades a Wikidata |
|        | Can Gorgot               | Peralada | masia            |                             | 42° 15′ 49″ N, 3° 03′ 03″ E / 42.2634977526902°N,3.05076685125398°E                           |                                                      |                              | Modifica les dades a Wikidata |
|        | Can Gori                 | Peralada | masia            |                             | 42° 18′ 18″ N, 3° 01′ 57″ E / 42.3049329937875°N,3.03250383172586°E                           |                                                      |                              | Modifica les dades a Wikidata |
|        | Can Jaume Gibert         | Peralada | masia            |                             | 42° 18′ 11″ N, 3° 01′ 05″ E / 42.3030178513866°N,3.01811375520573°E                           |                                                      |                              | Modifica les dades a Wikidata |
|        | Can Joan                 | Peralada | masia            |                             | 42° 17′ 40″ N, 3° 02′ 01″ E / 42.2944584505047°N,3.03367513385043°E                           |                                                      |                              | Modifica les dades a Wikidata |
|        | Can Llavanera            | Peralada | masia            |                             | 42° 17′ 23″ N, 2° 59′ 42″ E / 42.289753041354°N,2.99505099709704°E                            |                                                      |                              | Modifica les dades a Wikidata |
|        | Can Lozano               | Peralada | masia            |                             | 42° 18′ 11″ N, 3° 01′ 10″ E / 42.3031167214212°N,3.01932703093286°E                           |                                                      |                              | Modifica les dades a Wikidata |
|        | Can Maset de Vallgornera | Peralada | masia            |                             | 42° 18′ 27″ N, 3° 02′ 10″ E / 42.3074086086734°N,3.03613296129924°E                           |                                                      |                              | Modifica les dades a Wikidata |
|        | Can Maset de l'Estació   | Peralada | masia            |                             | 42° 17′ 45″ N, 3° 01′ 38″ E / 42.2958381415537°N,3.02710082537481°E                           |                                                      |                              | Modifica les dades a Wikidata |
|        | Can Modest de les Torres | Peralada | masia            |                             | 42° 18′ 21″ N, 3° 02′ 02″ E / 42.3057701542776°N,3.0339359543849°E                            |                                                      |                              | Modifica les dades a Wikidata |
|        | Can Pau Pujol            | Peralada | masia            |                             | 42° 19′ 11″ N, 2° 59′ 53″ E / 42.3196266574108°N,2.99811897501788°E                           |                                                      |                              | Modifica les dades a Wikidata |
|        | Can Pere Bec             | Peralada | masia            |                             | 42° 18′ 13″ N, 3° 01′ 09″ E / 42.3036030962824°N,3.01908452834461°E                           |                                                      |                              | Modifica les dades a Wikidata |
|        | Can Xirivilla            | Peralada | masia            |                             | 42° 16′ 35″ N, 3° 04′ 16″ E / 42.2762667833978°N,3.07113887184669°E                           |                                                      |                              | Modifica les dades a Wikidata |
|        | Mas Agulló               | Peralada | masia            |                             | 42° 18′ 12″ N, 3° 00′ 51″ E / 42.3032525583322°N,3.01424355499556°E                           |                                                      |                              | Modifica les dades a Wikidata |
|        | Mas Alberní              | Peralada | masia            |                             | 42° 17′ 20″ N, 2° 59′ 58″ E / 42.2889966252092°N,2.99949054991397°E                           |                                                      |                              | Modifica les dades a Wikidata |
|        | Mas Barrera              | Peralada | masia            |                             | 42° 17′ 18″ N, 3° 00′ 53″ E / 42.28840285545°N,3.0146370122094°E                              |                                                      |                              | Modifica les dades a Wikidata |
|        | Mas Cerdà                | Peralada | masia            |                             | 42° 19′ 44″ N, 2° 58′ 33″ E / 42.328928670664°N,2.9758069845917°E                             |                                                      |                              | Modifica les dades a Wikidata |
|        | Mas David                | Peralada | masia            |                             | 42° 19′ 03″ N, 2° 59′ 44″ E / 42.3174470932605°N,2.99552210151159°E                           |                                                      |                              | Modifica les dades a Wikidata |
|        | Mas Feliu                | Peralada | masia            |                             | 42° 17′ 38″ N, 3° 04′ 42″ E / 42.293995308342°N,3.07837659955279°E                            |                                                      |                              | Modifica les dades a Wikidata |
|        | Mas Foixà                | Peralada | masia            |                             | 42° 17′ 08″ N, 3° 05′ 02″ E / 42.2855164788758°N,3.084006118283°E                             |                                                      |                              | Modifica les dades a Wikidata |
|        | Mas Garbeller            | Peralada | masia            |                             | 42° 16′ 00″ N, 3° 02′ 25″ E / 42.2667621984908°N,3.04022028517498°E                           |                                                      |                              | Modifica les dades a Wikidata |
|        | Mas Jou                  | Peralada | masia            |                             | 42° 17′ 21″ N, 3° 02′ 44″ E / 42.2890325934298°N,3.04559580817409°E                           |                                                      |                              | Modifica les dades a Wikidata |
|        | Mas Llop                 | Peralada | masia            |                             | 42° 17′ 49″ N, 2° 59′ 52″ E / 42.296850017655°N,2.99782850249801°E                            |                                                      |                              | Modifica les dades a Wikidata |
|        | Mas Magret               | Peralada | masia            |                             | 42° 19′ 14″ N, 2° 59′ 41″ E / 42.3205181564284°N,2.99461169753903°E                           |                                                      |                              | Modifica les dades a Wikidata |
|        | Mas Mir                  | Peralada | masia            |                             | 42° 19′ 34″ N, 3° 01′ 15″ E / 42.326227531922°N,3.0207141771366°E                             |                                                      |                              | Modifica les dades a Wikidata |
|        | Mas Moní                 | Peralada | masia            |                             | 42° 19′ 11″ N, 2° 59′ 42″ E / 42.3198066812193°N,2.99486660751354°E                           |                                                      |                              | Modifica les dades a Wikidata |
|        | Mas Pi                   | Peralada | masia            |                             | 42° 17′ 28″ N, 3° 00′ 57″ E / 42.2910579744529°N,3.01569642631225°E                           |                                                      |                              | Modifica les dades a Wikidata |
|        | Mas Romeguera            | Peralada | masia            |                             | 42° 19′ 14″ N, 2° 59′ 44″ E / 42.3204641581334°N,2.99550975178829°E                           |                                                      |                              | Modifica les dades a Wikidata |
|        | Mas Sabater              | Peralada | masia            |                             | 42° 16′ 35″ N, 3° 04′ 18″ E / 42.2763204202653°N,3.07178168075903°E                           |                                                      |                              | Modifica les dades a Wikidata |
|        | Mas Sarget               | Peralada | masia            |                             | 42° 19′ 13″ N, 3° 01′ 10″ E / 42.3201743822095°N,3.01955069368928°E                           |                                                      |                              | Modifica les dades a Wikidata |
|        | Mas Vicenç               | Peralada | masia            |                             | 42° 17′ 12″ N, 3° 02′ 52″ E / 42.2867440915723°N,3.04786234282271°E                           |                                                      |                              | Modifica les dades a Wikidata |
|        | Mas d'en Gaita           | Peralada | masia            |                             | 42° 17′ 17″ N, 3° 01′ 27″ E / 42.2881384728718°N,3.02424706896354°E                           |                                                      |                              | Modifica les dades a Wikidata |
|        | Mas de Sant Llàtzer      | Peralada | masia            |                             | 42° 18′ 22″ N, 3° 00′ 54″ E / 42.3062064871248°N,3.01503287022791°E                           |                                                      |                              | Modifica les dades a Wikidata |
|        | Mas de l'Abella          | Peralada | masia            |                             | 42° 16′ 26″ N, 3° 02′ 01″ E / 42.2737531716886°N,3.03360347502836°E                           |                                                      |                              | Modifica les dades a Wikidata |
|        | Mas de les Garses        | Peralada | masia            |                             | 42° 16′ 12″ N, 3° 03′ 36″ E / 42.2700859175833°N,3.05990311869726°E                           |                                                      |                              | Modifica les dades a Wikidata |
|        | Mas de les Monges        | Peralada | masia            |                             | 42° 18′ 13″ N, 3° 01′ 57″ E / 42.3036811681341°N,3.03238186199193°E                           |                                                      |                              | Modifica les dades a Wikidata |
|        | Mas de les Torres        | Peralada | masia casa forta | Estil: arquitectura popular | 42° 16′ 53″ N, 3° 02′ 38″ E / 42.281407°N,3.043835°E                                          | bé d'interès cultural bé cultural d'interès nacional | Mas de les Torres (Peralada) | Modifica les dades a Wikidata |
|        | Mas del Sepulcre         | Peralada | masia            | Estil: art romànic          | 42° 19′ 08″ N, 2° 59′ 13″ E / 42.3188°N,2.98691°E ca:A 1 km a ponent del veïnat de les Olives | bé integrant del patrimoni cultural català           | Mas del Sepulcre             | Modifica les dades a Wikidata |
|        | Mas la Cortalera         | Peralada | masia            | Estil: arquitectura popular | 42° 20′ 01″ N, 2° 59′ 52″ E / 42.333636°N,2.997898°E                                          | bé integrant del patrimoni cultural català           | Mas la Cortalera             | Modifica les dades a Wikidata |
|        | Masos de la Garriga      | Peralada | masia            |                             | 42° 18′ 52″ N, 3° 01′ 55″ E / 42.3145247542329°N,3.0318656296646°E                            |                                                      |                              | Modifica les dades a Wikidata |
|        | Mirapiques               | Peralada | masia            |                             | 42° 19′ 23″ N, 2° 58′ 53″ E / 42.3230745016515°N,2.98126154106348°E                           |                                                      |                              | Modifica les dades a Wikidata |
|        | el Morassac              | Peralada | masia            |                             | 42° 19′ 59″ N, 2° 59′ 51″ E / 42.3331448804153°N,2.9974266923728°E                            |                                                      |                              | Modifica les dades a Wikidata |
|        | el Timonar               | Peralada | masia            |                             | 42° 16′ 41″ N, 3° 03′ 17″ E / 42.2781040977013°N,3.05463517397314°E                           |                                                      |                              | Modifica les dades a Wikidata |
|        | la Salanca               | Peralada | masia            |                             | 42° 19′ 57″ N, 3° 00′ 18″ E / 42.332533541201°N,3.0049368310963°E                             |                                                      |                              | Modifica les dades a Wikidata |
|        | mas de Sant Llàtzer      | Peralada | masia            |                             | 42° 18′ 19″ N, 3° 01′ 00″ E / 42.30530833°N,3.01673333°E                                      |                                                      |                              | Modifica les dades a Wikidata |

## monument
| imatge | Nom                                                | Ubicat a            | instància de | Detalls                                                        | coordenades                                                   | Protecció | Commons (més fotos) | Dades a WD                    |
| ------ | -------------------------------------------------- | ------------------- | ------------ | -------------------------------------------------------------- | ------------------------------------------------------------- | --------- | ------------------- | ----------------------------- |
|        | Monument als donants de sang a Peralada            | Peralada            | monument     | Creador: Jordi Palmada 2003-09-11 Anomenat per: donant de sang | 42° 18′ 34″ N, 3° 00′ 50″ E / 42.30955°N,3.0139°E             |           |                     | Modifica les dades a Wikidata |
|        | Monument als donants de sang a Vilanova de la Muga | Vilanova de la Muga | monument     | Creador: Jordi Palmada 2004-12-11 Anomenat per: donant de sang | 42° 16′ 51″ N, 3° 02′ 35″ E / 42.28095°N,3.0429166666666667°E |           |                     | Modifica les dades a Wikidata |

## muralla urbana
| imatge | Nom                                  | Ubicat a | instància de   | Detalls                     | coordenades                                          | Protecció                                            | Commons (més fotos)                  | Dades a WD                    |
| ------ | ------------------------------------ | -------- | -------------- | --------------------------- | ---------------------------------------------------- | ---------------------------------------------------- | ------------------------------------ | ----------------------------- |
|        | Murs medievals a Vilanova de la Muga | Peralada | muralla urbana | Estil: arquitectura popular | 42° 16′ 47″ N, 3° 02′ 33″ E / 42.279584°N,3.042598°E | bé d'interès cultural bé cultural d'interès nacional | Murs medievals a Vilanova de la Muga | Modifica les dades a Wikidata |
|        | muralles de Peralada                 | Peralada | muralla urbana | Estil: arquitectura popular | 42° 18′ 33″ N, 3° 00′ 26″ E / 42.3092°N,3.00736°E    | bé d'interès cultural bé cultural d'interès nacional | Muralles de Peralada                 | Modifica les dades a Wikidata |

## nucli de població
| imatge | Nom                 | Ubicat a | instància de                                      | Detalls | coordenades                                                         | Protecció | Commons (més fotos) | Dades a WD                    |
| ------ | ------------------- | -------- | ------------------------------------------------- | ------- | ------------------------------------------------------------------- | --------- | ------------------- | ----------------------------- |
|        | Can Salanca         | Peralada | nucli de població                                 |         | 42° 17′ 24″ N, 3° 00′ 39″ E / 42.2901128975465°N,3.01069864069632°E |           |                     | Modifica les dades a Wikidata |
|        | Montmajor           | Peralada | nucli de població                                 |         | 42° 17′ 06″ N, 3° 05′ 01″ E / 42.284984°N,3.083611°E 7 msnm         |           |                     | Modifica les dades a Wikidata |
|        | Sant Joan Sescloses | Peralada | nucli de població ens local històric de Catalunya |         | 42° 16′ 36″ N, 3° 04′ 18″ E / 42.27667344013°N,3.0716325401928°E    |           |                     | Modifica les dades a Wikidata |
|        | Vallgornera         | Peralada | nucli de població ens local històric de Catalunya |         | 42° 18′ 15″ N, 3° 01′ 55″ E / 42.30413333°N,3.03183056°E            |           | Vallgornera         | Modifica les dades a Wikidata |
|        | el Morassac         | Peralada | nucli de població                                 |         | 42° 20′ 01″ N, 2° 59′ 50″ E / 42.333582°N,2.997272°E 27 msnm        |           |                     | Modifica les dades a Wikidata |
|        | el Puig Barutell    | Peralada | nucli de població ens local històric de Catalunya |         | 42° 17′ 41″ N, 3° 02′ 07″ E / 42.294702654909°N,3.0352607363481°E   |           |                     | Modifica les dades a Wikidata |
|        | l'Estanyol          | Peralada | nucli de població                                 |         | 42° 17′ 38″ N, 3° 04′ 45″ E / 42.293793°N,3.079077°E 7 msnm         |           |                     | Modifica les dades a Wikidata |
|        | la Garriga          | Peralada | nucli de població ens local històric de Catalunya |         | 42° 18′ 52″ N, 3° 01′ 55″ E / 42.3145247542329°N,3.0318656296646°E  |           |                     | Modifica les dades a Wikidata |
|        | les Olives          | Peralada | nucli de població                                 |         | 42° 18′ 59″ N, 2° 59′ 43″ E / 42.316322619477°N,2.9952276470968°E   |           |                     | Modifica les dades a Wikidata |

## pont
| imatge | Nom                       | Ubicat a | instància de | Detalls                       | coordenades                                                         | Protecció                                  | Commons (més fotos)       | Dades a WD                    |
| ------ | ------------------------- | -------- | ------------ | ----------------------------- | ------------------------------------------------------------------- | ------------------------------------------ | ------------------------- | ----------------------------- |
|        | Passallís de la Muga      | Peralada | pont         | Travessa: Muga                | 42° 17′ 54″ N, 2° 58′ 42″ E / 42.2982980100131°N,2.97844223767836°E |                                            |                           | Modifica les dades a Wikidata |
|        | Pont de Sant Joan         | Peralada | pont         |                               | 42° 16′ 12″ N, 3° 04′ 19″ E / 42.2699529926145°N,3.07181083417863°E |                                            |                           | Modifica les dades a Wikidata |
|        | Pont de ferro de Peralada | Peralada | pont         | Estil: arquitectura del ferro | 42° 18′ 42″ N, 3° 00′ 29″ E / 42.31178°N,3.00797°E                  | bé integrant del patrimoni cultural català | Pont de ferro de Peralada | Modifica les dades a Wikidata |
|        | Pont del Mas d'en Cua     | Peralada | pont         | Estil: arquitectura popular   | 42° 16′ 12″ N, 3° 04′ 19″ E / 42.27°N,3.07197°E                     | bé integrant del patrimoni cultural català |                           | Modifica les dades a Wikidata |
|        | Pont dels Gaus            | Peralada | pont         |                               | 42° 18′ 02″ N, 3° 01′ 19″ E / 42.3005404697311°N,3.02199527849179°E |                                            |                           | Modifica les dades a Wikidata |

## zona humida
| imatge | Nom                                        | Ubicat a                         | instància de      | Detalls | coordenades                                      | Protecció | Commons (més fotos) | Dades a WD                    |
| ------ | ------------------------------------------ | -------------------------------- | ----------------- | ------- | ------------------------------------------------ | --------- | ------------------- | ----------------------------- |
|        | Closes de Mornau i del Pernardell          | Pau Peralada Castelló d'Empúries | zona humida closa |         | 42° 17′ 32″ N, 3° 05′ 52″ E / 42.2921°N,3.0978°E |           |                     | Modifica les dades a Wikidata |
|        | Closes de l'Estanyol i Montmajor           | Peralada                         | zona humida closa |         | 42° 17′ 23″ N, 3° 05′ 14″ E / 42.2897°N,3.0872°E |           |                     | Modifica les dades a Wikidata |
|        | Closes del Tec, del Vernar i la Mugueta    | Peralada                         | zona humida closa |         | 42° 13′ 38″ N, 3° 06′ 55″ E / 42.2273°N,3.1154°E |           |                     | Modifica les dades a Wikidata |
|        | L'Estanyet i estany de Sant Joan Sescloses | Castelló d'Empúries Peralada     | zona humida       |         | 42° 16′ 31″ N, 3° 04′ 30″ E / 42.2754°N,3.0751°E |           |                     | Modifica les dades a Wikidata |

## Misc
| imatge | Nom                                                     | Ubicat a | instància de           | Detalls                          | coordenades | Protecció                                  | Commons (més fotos)            | Dades a WD                    |
| ------ | ------------------------------------------------------- | --- | ---------------------- | -------------------------------- | --- | ------------------------------------------ | ------------------------------ | ----------------------------- |
|        | Antigues dependències monàstiques del convent del Carme | Peralada | edifici                |                                  | 42° 18′ 27″ N, 3° 00′ 35″ E / 42.3075°N,3.009722°E                                                                   | bé integrant del patrimoni cultural català | Convent del Carme de Peralada  | Modifica les dades a Wikidata |
|        | Búnquers de Morassac                                    | Peralada | búnquer                | Estil: arquitectura popular      | 42° 20′ 18″ N, 2° 59′ 50″ E / 42.3383°N,2.99719°E 40 msnm                                                            | bé integrant del patrimoni cultural català | Búnquers de Morassac           | Modifica les dades a Wikidata |
|        | Coberts del Sepulcre                                    | Peralada | cabana                 |                                  | 42° 19′ 11″ N, 2° 59′ 16″ E / 42.3196800663869°N,2.98785220904452°E                                                  |                                            |                                | Modifica les dades a Wikidata |
|        | Creu commemorativa de Peralada                          | Peralada | creu de terme          | Estil: arquitectura popular      | 42° 18′ 40″ N, 3° 00′ 38″ E / 42.31102°N,3.01053°E                                                                   | bé integrant del patrimoni cultural català | Creu commemorativa de Peralada | Modifica les dades a Wikidata |
|        | Estació de Peralada                                     | Peralada | estació de ferrocarril | Estat: enderrocat o destruït     | 42° 17′ 43″ N, 3° 01′ 42″ E / 42.295167°N,3.028361°E 188 msnm                                                        |                                            |                                | Modifica les dades a Wikidata |
|        | Festival de Peralada                                    | Peralada | festival de música     | 1985                             | |                                            | Festival Castell de Peralada   | Modifica les dades a Wikidata |
|        | Montpedrós                                              | Masarac i Vilarnadal Peralada                                                                                 | serra                  |                                  | 42° 20′ 22″ N, 2° 58′ 43″ E / 42.33934722°N,2.97868333°E 103.8 msnm                                                  |                                            |                                | Modifica les dades a Wikidata |
|        | Parc natural dels Aiguamolls de l'Empordà               | Castelló d'Empúries l'Armentera l'Escala Palau-saverdera Pau Peralada Roses Sant Pere Pescador Pedret i Marzà | àrea protegida         | 1983-10-28 Superfície: 4749.84ha | 42° 13′ 12″ N, 3° 06′ 26″ E / 42.219872222222°N,3.1072111111111°E 42° 11′ 36″ N, 3° 06′ 25″ E / 42.19333°N,3.10694°E | Espai Ramsar                               | Aiguamolls de l'Empordà        | Modifica les dades a Wikidata |
|        | Plaça Gran de Peralada                                  | Peralada | plaça                  | Estil: arquitectura popular      | 42° 18′ 29″ N, 3° 00′ 28″ E / 42.308°N,3.00776°E                                                                     | bé integrant del patrimoni cultural català | Plaça Gran (Peralada)          | Modifica les dades a Wikidata |
|        | Puig de les Tres Forques                                | Peralada | muntanya               |                                  | 42° 16′ 14″ N, 3° 04′ 10″ E / 42.27045556°N,3.06935972°E 22.4 msnm                                                   |                                            |                                | Modifica les dades a Wikidata |
|        | capella de Sant Amanç                                   | Peralada | capella                | Estil: arquitectura popular      | 42° 19′ 51″ N, 3° 00′ 01″ E / 42.33084°N,3.00025°E                                                                   | bé integrant del patrimoni cultural català |                                | Modifica les dades a Wikidata |
|        | casa consistorial de Peralada                           | Peralada | casa consistorial      |                                  | 42° 18′ 29″ N, 3° 00′ 28″ E / 42.3079241°N,3.0076434°E                                                               |                                            |                                | Modifica les dades a Wikidata |
|        | cementiri de Peralada                                   | Peralada | cementiri              |                                  | 42° 18′ 47″ N, 3° 00′ 49″ E / 42.3130693747809°N,3.0136026458503°E                                                   |                                            |                                | Modifica les dades a Wikidata |
|        | la Costa de les Monges                                  | Peralada | carrer                 | Estil: arquitectura romànica     | 42° 18′ 31″ N, 3° 00′ 28″ E / 42.3087°N,3.0079°E                                                                     | bé integrant del patrimoni cultural català | La Costa de les Monges         | Modifica les dades a Wikidata |